# Faro del progresso
Il Faro del progresso (in lingua originale: Beacon of Progress) è un progetto non realizzato dell'architetto Constant-Désiré Despradelle che avrebbe dovuto essere, nelle intenzioni del progettista, il simbolo del progresso tecnologico avvenuto tra la fine dell'800 e l'inizio del '900. Il monumento si sarebbe dovuto erigere a Chicago.

## Storia e caratteristiche
Nel 1900 Despradelle, professore di architettura al Massachusetts Institute of Technology, propose la costruzione di un obelisco alto 1.500 piedi (457 metri) a Chicago, sulle rive del Lago Michigan. Il Faro era una complessa espressione dell'amore di Despradelle, che era nato in Francia, verso l'America. Nei suoi piani l'obelisco avrebbe dovuto essere ornato con statue di leoni, aquile e figure femminili che rappresentavano le prime 13 colonie.
Despradelle e i suoi studenti lavorarono al progetto per diversi anni, conseguendo numerosi premi. C'era però un difetto fatale: la base dell'obelisco non avrebbe potuto sostenere l'immenso peso del monumento di granito. Il Chicago Architectural Club espose i progetti del Faro del progresso, ma le autorità cittadine si rifiutarono di intraprenderne la costruzione.